# 1711년
1711년은 목요일로 시작하는 평년이다.

## 연호
- 청(淸) 강희(康熙) 50년
- 일본(日本) 호에이(宝永) 8년 / 쇼토쿠(正徳) 원년
- 후 레 왕조(後黎朝) 빈틴(永盛) 7년

## 기년
- 류큐(琉球) 쇼에키왕(尚益王) 2년
- 청(淸) 성조 강희제(聖祖 康熙帝) 50년
- 조선(朝鮮) 숙종(肅宗) 37년
- 후 레 왕조(後黎朝) 유종(裕宗) 7년

## 탄생
- 조선의 문신인 조중회
- 일본 에도 막부 9대 쇼군인 도쿠가와 이에시게
- 일본 에도 시대의 다이묘인 나이토 마사아쓰
- 일본 에도 시대의 다이묘인 혼다 다다유키
- 러시아의 학자인 미하일 로모노소프
- 4월 26일 : 영국의 철학자인 데이비드 흄
- 9월 23일 : 프랑스의 군인이자 정치인 루이 니콜라 드 무이
- 9월 25일 : 청나라의 황제인 건륭제

## 사망
- 4월 17일 - 신성 로마 제국 황제, 헝가리와 보헤미아의 왕 요제프 1세
- 8월 22일 - 프랑스 원수 부플레르 공작 루이 프랑수아